# Apolinary Kątski

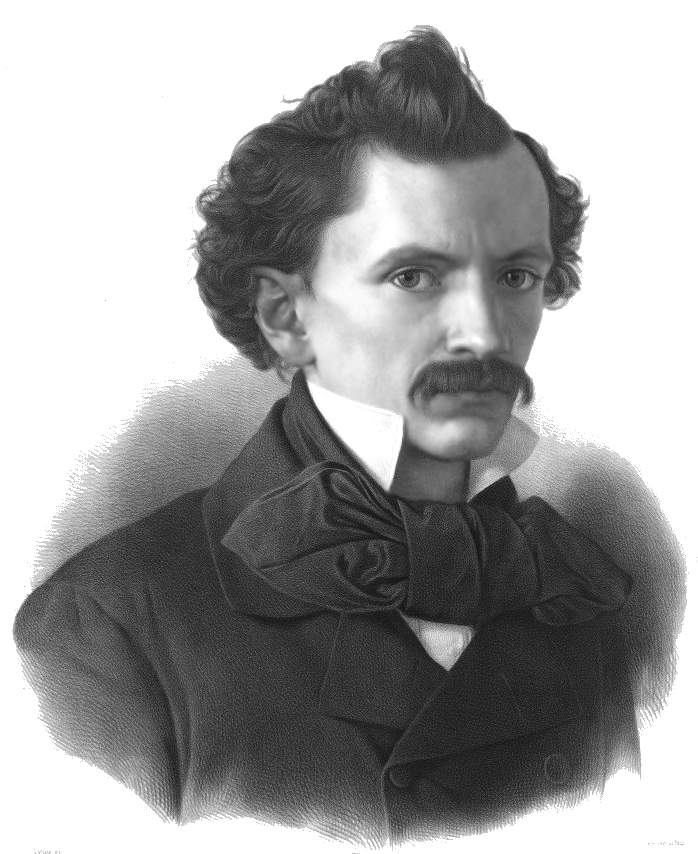
Apolinary Kątski.

Apolinary Kątski, även känd som Apollinaire de Kontski, född 23 oktober 1825 i Warszawa, död där 29 juni 1879, var en polsk violinist. Han var bror till Antoni Kątski.
Kontskij utvecklade sig förvånande tidigt till en firad virtuos och åtnjöt senare Niccolò Paganinis undervisning i Paris. Åren 1853–1861 var han kejserlig kammarvirtuos i Sankt Petersburg. Därefter inrättade han Warszawas musikkonservatorium, för vilket han blev direktör.